# Gastrancistrus xylophagorum
Gastrancistrus xylophagorum är en stekelart som först beskrevs av Julius Theodor Christian Ratzeburg 1848.  Gastrancistrus xylophagorum ingår i släktet Gastrancistrus och familjen puppglanssteklar. Inga underarter finns listade i Catalogue of Life.